# Біл Тауншип (округ Джуніата, Пенсільванія)
Біл Тауншип (англ. Beale Township) — селище (англ. township) в США, в окрузі Джуніата штату Пенсільванія. Населення — 768 осіб (2020).

## Демографія
Згідно з переписом 2010 року, у селищі мешкало 830 осіб у 308 домогосподарствах у складі 240 родин. Було 382 помешкання
Расовий склад населення:
| - 97,2 % — білих - 0,5 % — чорних або афроамериканців - 0,1 % — корінних американців - 0,1 % — азіатів |

До двох чи більше рас належало 1,8 %. Частка іспаномовних становила 0,8 % від усіх жителів.
За віковим діапазоном населення розподілялося таким чином: 26,4 % — особи молодші 18 років, 60,1 % — особи у віці 18—64 років, 13,5 % — особи у віці 65 років та старші. Медіана віку мешканця становила 39,4 року. На 100 осіб жіночої статі у селищі припадало 101,0 чоловіків; на 100 жінок у віці від 18 років та старших — 94,0 чоловіків також старших 18 років.
Середній дохід на одне домашнє господарство становив 53 983 долари США (медіана — 47 273), а середній дохід на одну сім'ю — 61 787 доларів (медіана — 55 809). Медіана доходів становила 38 750 доларів для чоловіків та 30 714 долари для жінок. За межею бідності перебувало 12,8 % осіб, у тому числі 23,0 % дітей у віці до 18 років та 2,7 % осіб у віці 65 років та старших.
Цивільне працевлаштоване населення становило 384 особи. Основні галузі зайнятості: виробництво — 16,7 %, освіта, охорона здоров'я та соціальна допомога — 16,4 %, сільське господарство, лісництво, риболовля — 10,7 %, публічна адміністрація — 9,4 %.